# براين بوسين
براين ايدموند بوسين (بالإنجليزية: Brian Posehn) مواليد (6 يوليو، 1966) مُمثل، مُمثل أصوات، كاتب، موسيقي وكوميدي أمريكي. إشتهر بأداءه صوت شخصية جيم كيوباك في مسلسل الرسوم المتحركة ماديسون هيل.

## نشأته وحياته الشخصية
ولد بوسين وتربى في ساكرامنتو، كالفورنيا، من اصول ألمانية ايرلندية. تخرج بوسين من مدرسة فالي الثانوية في 1984. وإرتاد جامعة ساكرامنتو. في 2004، تزوج بوسين بيملاين ترويت ولديهما إبناً واحداً.

## أبرز أعماله

### أعمال سينمائية
- 2003: الغبي والأغبى: عندما التقى هاري بلويد
- 2003: أخي الدب
- 2005: منبوذو الشيطان
- 2005: حرب الراكون (الدبلجة الإنجليزية)
- 2007: ركوب الأمواج
- 2007: أربعة مذهلون: ظهور المتزلج الفضي

### أعمال تلفزيونية
- 1998-1995: مستر شو وذ بوب أند ديفيد
- 1996: فريندز
- 1997، 2001: الجميع يحب رايموند
- 1998: ساينفيلد
- 2005-2004: عرض بيرني ماك
- 2014-2013: نظرية الانفجار العظيم
- 2015-2014: الفتاة الجديدة
- 2014: كوميونتي
- 2015: مع بوب وديفيد

## وصلات خارجية
- BrianPosehn.com، الموقع الرسمي
- براين بوسين على مايسبيس
- براين بوسين على كوميدي سنترال
- براين بوسين على موقع IMDb (الإنجليزية)
- براين بوسين على موقع ألو سيني (الفرنسية)
- براين بوسين على موقع ميوزك برينز (الإنجليزية)
- براين بوسين على موقع أول موفي (الإنجليزية)
- براين بوسين على موقع قاعدة بيانات الأفلام السويدية (السويدية)
- براين بوسين على موقع إن إن دي بي (الإنجليزية)
- براين بوسين على موقع أول ميوزيك (الإنجليزية)
- براين بوسين على موقع ديسكوغز (الإنجليزية)
- براين بوسين على موقع قاعدة بيانات الفيلم (الإنجليزية)
- براين بوسين على موقع كينوبويسك (الروسية)